# Кандымова, Надежда Ивановна
Надежда Ивановна Кандымова (16 сентября 1987) — российская футболистка, полузащитница, тренер.

## Биография
Воспитанница футбольного клуба «Олимп» (Старый Оскол), первый тренер — Татьяна Салихзямовна Шаповалова. В составе клуба принимала участие в матчах первого дивизиона России. Также в начале карьеры играла за молодёжный состав воронежской «Энергии» и за «Викторию» (Белгород).
В 2010 году, выступая за клуб «Мордовочка» (Саранск), стала бронзовым призёром первого дивизиона. В 2011—2013 годах играла в составе «Мордовочки» в высшем дивизионе, всего провела 15 матчей и забила один гол — 23 июля 2011 года в ворота клуба «Рязань-ВДВ».
Затем играла в соревнованиях по футболу и мини-футболу за клубы низших лиг, в том числе в 2015 году за ДЮСФШ (Губкин) в первой лиге России по мини-футболу, в сезоне 2017/18 за «Сталь-IT» (Воронеж), также в первой лиге по мини-футболу, в 2018 году — за «КПРФ-Русичи» (Орёл). Принимала участие в любительских соревнованиях среди мужчин.
По состоянию на 2017 год была главным тренером команды «Олимп» (Старый Оскол). В 2018 году работала с юниорской командой «Сталь» (Губкин), в тандеме с Олегом Игнатьевым привела команду к третьему месту на чемпионате России среди девушек.